# ۷۵۶ (میلادی)
۷۵۶ (میلادی) هفتصد و پنجاه و ششمین سال تقویم میلادی است.

## رویدادها
- کوترد، شاه وسکس می‌میرد و سیگبرت جانشین او می‌شود.

## درگذشتگان
- کوترد، شاه وسکس

‎